# ماتياس جيدسيل
ماتياس جيدسيل (مواليد 8 فبراير 1999) هو لاعب كرة يد دنماركي يلعب في مركز الظهير الأيمن في نادي جوج وفي المنتخب الدنماركي .

## وصلات خارجية
- ماتياس جيدسيل على موقع الاتحاد الدولي لكرة اليد (الإنجليزية)
- ماتياس جيدسيل على موقع الاتحاد الأوروبي لكرة اليد (الإنجليزية)
- ماتياس جيدسيل على موقع اللجنة الأولمبية الدولية (الإنجليزية)
- ماتياس جيدسيل على موقع أوليمبيديا (الإنجليزية)